# くもとちゅうりっぷ
『くもとちゅうりっぷ』は、1943年4月15日に松竹動画研究所によって製作・公開された日本の白黒アニメーション映画である。原作は横山美智子の童話集『よい子強い子』（1939年、文昭社）の中の一編。

## 概要
1943年に松竹動画研究所（当時）によって制作されて公開された白黒アニメーション作品。太平洋戦争中（大東亜戦争）に日本で制作された貴重な国産アニメである。紅系で公開された2巻の16分作品。
松竹の初のアニメーション作品ということで多大な予算をかけ、大学初任給が60円だった当時に倍以上の150円の給料で10名のスタッフを雇い、1942年から制作を開始した。16分の作品に2万枚の動画枚数をかけ、プレスコ方式が用いられている。てんとう虫の声は童謡歌手の杉山美子、クモの声はオペラ歌手の村尾護郎があてて、歌いながら進行するミュージカルアニメとなった。松竹動画研究所の製作課長に招かれた政岡憲三が監督を務め、主人公のてんとう虫の動きは水着を着た政岡の妻をモデルにして作画された。原作は1ページ半のそっけないもので、アニメの叙情性は原作者よりも政岡憲三によるところが大きい。
当時日本で一般的であった切り絵アニメーションではなく、このアニメではすべてセル画を利用して作られている。
まだ当時はセルは貴重品であったため、「セル洗い」を繰り返し、セルを使いまわしていた。色の諧調を綺麗に出すために、白黒作品ではあるが、セル画に彩色が施されている。

## ストーリー
花畑を舞台とし、てんとう虫の女の子とクモとの追い掛けっこが物語の軸となっている。
樹の上にクモの巣を張り、その前にあるハンモックへ誰かを乗せようと辺りを見回したクモは、歌を歌う女の子を見つけ「ハンモックへ乗って遊ばないか」と誘う。てんとう虫の女の子は「ありがとう」としながらも「陽が落ちて、三日月さまが出たから遊ばない」と断りクモと別れる。諦めきれないクモは糸を巧みに操りながら執拗にてんとう虫を追いかけ続け、危険を察したチューリップは花の中にてんとう虫を引き入れてかくまう。そのことを知ったクモはチューリップを大量の糸でグルグル巻きにして、てんとう虫が外へ出られないようにしたうえでハンモックへ戻り、眠ってしまう。しばらくすると大粒の雨が降り出し、やがて雷鳴と強風の嵐へと変わり、ハンモックは風で飛ばされ、クモの巣も半分が失われた。糸を掴んで飛ばされずに済んでいたクモも巣を修復している最中に飛んできた枝に当たって遠くへ飛ばされ、別の樹へたどり着く。そこでミノムシの子供から蓑（ミノ）を奪い取って嵐が通り過ぎるのを待とうとするクモであったが、身に付けた際に足が蓑の中に隠れて身動きが取れなくなったうえ糸を操ることもできなくなり、遠くへ飛ばされて水の中へ没した。
嵐が過ぎ去り陽の光が輝く花畑で、チューリップの中にいて難を逃れたてんとう虫は外へ出て再び歌い始める。樹の上にはクモの姿はなく、陽に照らされて雨露が輝く半分のクモの巣だけが残されていた。

## 評価
キャラクターの演技と嵐のシーンの雨の作画とその叙情性から、政岡憲三の代表作の1つであるのみならず、日本のアニメーション史に名を残す傑作である。戦時中に多く作られた明らかなプロパガンダ目的の国策映画ではなく、童話のような教訓をミュージカル仕立てで描いている点で特異な作品とされている。

### メタファー
擬人化されたてんとう虫の女の子は、いかにも日本人的な顔立ちと体型で童謡調の歌を歌っているのに対し、それをつけ狙う手足の長い悪役のクモはカンカン帽とマフラーを身につけ、パイプをくわえてオペラ調で歌っていることから（外見上はアフリカ系人物のデフォルメのようにも見える）、てんとう虫の女の子は日本を、クモは欧米などの外敵、そして作品後半の嵐が日本を救う神風を隠喩していると解釈することもできる（「てんとう虫」は政岡の妻・綾子夫人がモデルで、水着のようなコスチュームを着てポーズをとったといわれる。また日本のアニメーション史上初の「萌えキャラ」であると言われることもある）。
一方、公開時には監督官庁から、てんとう虫の女の子が白いことから白人、黒いクモを当時で言う南洋の土人と解釈された。大東亜共栄圏を築くため、日本が南洋の原住民と友好関係を築く必要がある時節に、日本人の味方とすべき南洋の土人を悪役として描き、かわいらしく描いた白人をいじめるという内容とみなされ、文部省の推薦を得ることが出来なかったという。
アニメ監督の片渕須直は、クモの動きがアメリカのアニメーション的であることを指摘し、「おそらく政岡憲三という人は、『アメリカ的なデザインの蜘蛛』と『日本的なデザインのてんとう虫』を相対させただけでなく、それぞれに『アメリカ的なアニメーションの動き』『日本的なアニメーションの動き』を与えることで、対峙させようとしていたのではないか、などと考えてしまう」と述べている。
なお、作画スタッフの熊川正雄は、クモがカンカン帽とマフラーをしているのは当時の日本で流行していたファッションだとしている。

### 視聴者
漫画家の松本零士は、本作を幼少期に兵庫県明石市で見て、アニメ制作を志したという。明石市の同じ劇場では偶然、後に漫画家になる手塚治虫も本作を見ており、後年に二人が初めて出会った際、本作を同日に見ていたことが判明した。後の漫画家のうしおそうじは、滋賀県八日市市で添え物として上映されているのを偶然見て、戦時下にこのような叙情的な作品が作られたことに涙を流したと記した。

## スタッフ
- 企画：熊木喜一郎
- 原作・作詞：横山美智子
- 演出・脚本・撮影：政岡憲三
- 撮影補助：本庄吉雄
- 動画：桑田良太郎、熊川正雄、土井研二、山本三郎、木村阿弥子
- 背景：村上博彬、岡本庚
- 編集：吉村祥
- 作曲・指揮：弘田龍太郎
- 演奏：松竹交響楽団
- 歌：村尾護郎、杉山美子
- 録音：東亜発声株式会社

## 関連製品
DVD / Blu-ray
- 「桃太郎 海の神兵」「くもとちゅうりっぷ」デジタル修復版（2016年8月3日、松竹）

## その他
- 戦後にも（例えば昭和40年頃に）本作品はときおりTVで放送されることがあった。
- 『探偵!ナイトスクープ』「幻のアニメ」の回（朝日放送で2003年6月6日に放送）に於いて本作が映像と共に紹介され、動画マンの土井研二の子息や当時のスタッフ仲間であった熊川正雄が出演した。
- この作品の芸術性に対する評価が確立されて以降、ゆふいんこども映画祭（2005年）などイベントで上映されることがある。
- 松竹株式会社ビデオ事業室（松竹ホームビデオ）から『桃太郎 海の神兵』と本作が収録されたビデオが14800円で1984年8月に発売された。（90年代に3800円の廉価にて再発売）
- 2004年にはアニドウ（ANIDO）から『くもとちゅうりっぷ 日本のアニメーションの父 政岡憲三作品集』と題された2枚組DVDが発売され、本作も収録されている。
- 現在、フィルムセンターでデジタル復元作業が行われている。
- 熊川正雄：「略伝5：くもとちゅうりっぷ」
- ナチスドイツでは1942年に、「くもとちゅうりっぷ」に類似したカラーアニメーション作品「Verwitterte Melodie」が制作されている。作中では擬人化された虫が登場する。